# Etos 2
Etos 2 – trzeci album solowy polskiego rapera Vienia. Wydawnictwo ukazało się 26 kwietnia 2014 roku nakładem Respekt Records w dystrybucji Fonografiki.  
Nagrania dotarły do 29. miejsca zestawienia OLiS.

## Lista utworów
Opracowano na podstawie materiału źródłowego.
1. "Intro" - 0:58
2. "Nie muszę być..." (gościnnie: Zeus) - 3:49
3. "Sk8 Oficjal" (gościnnie: Romek (THS)) - 3:14
4. "Zabierz mnie do miejsc" (gościnnie: Ten Typ Mes) - 5:23
5. "Wszystko jest w ruchu" (gościnnie: Kosi, Łysol) - 4:15
6. "Skit Fosa" - 0:32
7. "Nie zabijaj dziecka, które siedzi we mnie" (gościnnie: Sokół) - 4:00
8. "HH karawana" (gościnnie: Tek (Smif n Wessun)) - 4:24
9. "Skit Waleriana" - 0:33
10. "Rap Gra 2" - 3:42
11. "Mesydż" (gościnnie: Mystic Xperienz) - 4:38
12. "Prawo do kultury" (gościnnie: Bisz, Miuosh, Cheeba) - 3:52
13. "Problem" - 4:16
14. "Samotny człowiek" (gościnnie: Mr Borman) - 4:16
15. "Outro" - 0:53